# Cuba aux Jeux olympiques d'été de 1992
Cuba participe aux Jeux olympiques d'été de 1992 à Barcelone en Espagne du 25 juillet au 9 août 1992. 176 athlètes cubains, 126 hommes et 50 femmes, ont participé à 90 compétitions, dans 16 sports. Ils y ont obtenu 31 médailles : 14 d'or, 6 d'argent et 11 de bronze.

## Médailles

### Médailles d'or
| Sport               | Discipline               | Sportifs | Performance                              |
| Médailles d'or : 14 |                          | |                                          |
| Athlétisme          | Saut en hauteur masculin | Javier Sotomayor | 2,34 m                                   |
| Athlétisme          | Lancer du disque féminin | Maritza Martén | 70,06 m                                  |
| Baseball            | Tournoi de Baseball      | Antonio Pacheco Massó Ermidelio Urrutia Luis Ulacia Alberto Hernández Lázaro Vargas Alverez Omar Linares Germán Mesa Juan Padilla Lourdes Gourriel José Estrada González Osvaldo Fernández Orlando Hernández Giorge Diaz Omar Ajete Victor Mesa Jorge Luis Valdes José Delgado Rolando Arrojo Orestes Kindelán | Victoire contre Taipei chinois           |
| Boxe                | Poids mi-mouches         | Rogelio Marcelo | Victoire contre Petrov                   |
| Boxe                | Poids coqs               | Joel Casamayor | Victoire contre McCullough               |
| Boxe                | Poids super-légers       | Héctor Vinent | Victoire contre Leduc                    |
| Boxe                | Poids super-welters      | Juan Carlos Lemus | Victoire contre Delibaş                  |
| Boxe                | Poids moyens             | Ariel Hernández | Victoire contre Byrd                     |
| Boxe                | Poids lourds             | Félix Savón | Victoire contre Izonritei                |
| Boxe                | Poids super-lourds       | Roberto Balado | Victoire contre Igbineghu                |
| Judo                | Moins de 66 kg femmes    | Odalis Revé Jiménez | Waza ari contre Pierantozzi              |
| Lutte gréco-romaine | Poids lourds             | Héctor Milián | Victoire contre Koslowski                |
| Lutte gréco-romaine | Poids coqs               | Alejandro Puerto | Victoire contre Smal                     |
| Volley-ball         | Tournoi féminin          | Regla Bell Mercedes Calderón Magaly Carvajal Marlenis Costa Idalmis Gato Lilia Izquierdo Norka Latamblet Mireya Luis Tania Ortiz Raisa O'Farrill Regla Torres | 3 - 1 contre Équipe unifiée de l’ex-URSS |

### Médailles d'argent
| Sport                  | Discipline                 | Sportifs                                                                             | Performance                     |
| Médailles d'argent : 6 |                            |                                                                                      |                                 |
| Athlétisme             | Relais 4 x 400 m masculin  | Lázaro Martínez Héctor Herrera Norberto Téllez Roberto Hernández                     | 2 min 59 s 51                   |
| Boxe                   | Poids mouche               | Raúl González                                                                        | Défaite contre Choi             |
| Boxe                   | Poids welters              | Juan Hernández Sierra                                                                | Défaite contre Carruth          |
| Escrime                | Fleuret par équipes hommes | Elvis Gregory Guillermo Betancourt Tulio Díaz Hermenegildo García Óscar García Pérez | Défaite contre l'Allemagne      |
| Judo                   | Plus de 72 kg femmes       | Estela Rodríguez                                                                     | Battue par Ippon contre Xiaoyan |
| Haltérophilie          | Moins de 75 kg hommes      | Pablo Lara                                                                           | 357,5 kg                        |

### Médailles de bronze
| Sport                    | Discipline                | Sportifs                                                | Performance                   |
| Médailles de bronze : 11 |                           |                                                         |                               |
| Athlétisme               | Relais 4 x 100 m masculin | Andres Simon Joel Lamela Joel Isasi Jorge Luis Aguilera | 38 s 00                       |
| Athlétisme               | Lancer du disque masculin | Roberto Moya                                            | 64,12 m                       |
| Athlétisme               | 800 m féminin             | Ana Fidelia Quirot                                      | 1 min 56 s 80                 |
| Athlétisme               | Saut en hauteur féminin   | Ioamnet Quintero                                        | 1,97 m                        |
| Escrime                  | Fleuret individuel hommes | Elvis Gregory                                           | Victoire contre Wagner        |
| Judo                     | Moins de 65 kg hommes     | Israel Hernández                                        | Ippon contre Lorenzo Aparicio |
| Judo                     | Moins de 48 kg femmes     | Amarilis Savón                                          | Yuko contre Souakri           |
| Judo                     | Moins de 56 kg femmes     | Driulis González                                        | Yuko contre Donahoo           |
| Lutte                    | Poids super-mouche        | Wilber Sánchez                                          | Victoire contre Yildiz        |
| Lutte                    | Poids plume hommes        | Juan Marén                                              | Victoire contre Zawadzki      |
| Lutte                    | Poids plume hommes        | Lázaro Reinoso                                          | Victoire contre Vassiliev     |